# 보니 데니슨
보니 데니슨(Bonnie Dennison, 1989년 2월 15일 ~ )은 미국의 배우, 텔레비전 배우, 영화배우이다.
뉴욕에서 태어났다.

## 방송
- 가딩 라이트